# Exocentrus sericeus
Exocentrus sericeus là một loài bọ cánh cứng trong họ Cerambycidae.